# کریس شروین
کریس شروین (انگلیسی: Chris Sherwin؛ ۱ دسامبر ۱۹۶۲ – ۱۸ ژوئیهٔ ۲۰۱۷) دانشمند در زمینه دامپزشکی، علم رفاه جانوران و رفتارشناسی جانوران اهل بریتانیا بود.
وی برای تحقیقاتش در زمینهٔ رفاه جانوران در باغ‌وحش، مزرعه به خصوص تحقیقاتش در مورد موش‌های آزمایشگاه شناخته می‌شود.